# Крсташки рат 1197.
Крсташки рат 1197, такође познат и као немачки крсташки рат или крсташки рат Хенрија VI назив је за крсташки рат кога је повео немачки цар Хенри VI убрзо након завршетка Трећег крсташког рата. Завршен је крсташком победом и освајањем појединих градова на источној обали Средоземља.

## Увод
Пад Јерусалима 1187. године изазвао је покретање Трећег крсташког рата. На његово чело стали су најмоћнији монарси Европе: француски краљ Филип II Август, енглески краљ Ричард I Лавље Срце и светоримски цар Фридрих I Барбароса. Од хришћанских армија је најбројнија и технички најопремљенија била немачка армија. Ајубидску државу је од пропасти спасла несрећна смрт немачког краља који се удавио у речици Селеф. Немачка војска је без вође убрзо постала лак плен Саладинових војника. Остаци немачких снага придружили су се енглеским и француским крсташима у опсади Акре. Предводио их је Фридрих V Швапски. Рат је завршен миром у Јафи. На основу споразума крсташи су добили поједине приморске градове укључујући Јафу и Акру. Саладин је умро исте године, а убрзо затим и јерусалимски краљ Конрад од Монферата. Саладина је наследио брат Малик ел Адил, а Конрада Хенри II, гроф Шампање.
Док је Барбароса боравио у Светој земљи, у немачкој је владао његов син Хенри VI који га је на престолу и наследио након погибије. Папа је Хенрија крунисао за цара 1191. године. Четири године касније Хенри је преузео и сицилијанску круну.

## Рат
Франци у Светој земљи су након склапања мира у Јафи живели у добрим односима са Саладиновим наследницима. Краљ Хенри је склопио мир и са асасинским владаром који је наредио убиство Конрада од Монферата. Анри га је посетио у његовој престоници где је имао част да присуствује самоубиству двојице асасина. Њихов владар им је наредио да се убију како би пред јерусалимским краљем доказао оданост својих слугу.
Период мира прекинуо је немачки цар Хенри који је најавио своју намеру да жели наставити крсташки рат свога оца. Пре него што је лично дошао у Сирију, Хенри је послао претходницу у крсташку престоницу Акру. Претходница је располагала сувише малим бројем војника како би могла деловати ефикасно. Њен долазак је, међутим, довео до озбиљних последица. Малик ел Адил је прекинуо примирје са крсташима, напао је, освојио и опљачкао Јафу. Немачки крсташи су се у Акри понашали као освајачи. Уселили су се у куће становника Акре, а њихове власнике избацили на улицу. Хенри од Шампање је морао запретити нападом како би их приморао да напусте Акру.
Управо тада је хришћане у Светој земљи задесио још један тежак губитак. Посматрајући са балкона свога дворца у Акри дефиле ратника који су као појачање одлазили у Јафу, Хенри је начинио нехотичан корак уназад како би примио једну делегацију. Пао је са прозора без ограде и разбио лобању. Приликом пада је са собом повукао и свога слугу Екарлата који је такође погинуо. Због претње Адилових муслимана било је потребно одмах пронаћи новог краља. Избор је пао на Амалрика од Кипра, брата бившег краља Гаја Лизињанског који је након пораза код Хитина изгубио Јерусалим. Амалрик је, међутим, за разлику од брата био способан владар, дипломата и војсковођа. Након што је преузео јерусалимску круну (оженивши се Хенријевом удовицом Изабелом), Амалрик је однео велику победу над муслиманима. Успео је да 24. октобра заузме Бејрут. Тиме је поново успоставио везу између Акре и грофовије Триполи.

### Мир
Користећи се победом код Бејрута, подстакнут крахом немачких крсташа пред Тибнином, Амалрик је са султаном Малик ел Адилом закључио мир. Мир је био веома повољан по хришћане. Краљевини Јерусалим припала су последње освојена места: Бејрут и Џебел. Амалрик је господство Бејрут доделио војсковођи Џону Ибелину, а господство Сидон Ренеу од Сидона.

## Последице
Изненадна Хенријева смрт (28. септембра 1197. године) спречила је да крсташки рат из 1197. године има трајније последице. Две године након завршетка рата, моћни папа Иноћентије III започео је са проповедањем новог крсташког рата. Међутим, захваљујући млетачком дужду Енрику Дандолу, рат је скренуо са свог пута и завршио се крсташким освајањем Цариграда 1204. године. Уништивши моћ Византије, победници из 1204. године нису је заменили никаквом другом моћном творевином. Мноштво вештачких крсташких држава створених на територији Византије нису представљали никакву силу. Њихово стварање франачку Сирију лишило је имиграције на коју је нормално рачунала. Мир у Светој земљи је, међутим, потрајао још дуги низ година. Прекинуће га 1217. године Леополд VI, војвода Аустрије и Андрија II, краљ Угарске, који ће покренути Пети крсташки рат. Рат је завршен поразом хришћанске војске.
Хенријев крсташки рат наставио је његов син, цар Фридрих II који ће, у Шестом крсташком рату, накратко повратити хришћанску власт над Јерусалимом.